# ديكسون بوردمان
ديكسون بوردمان (بالإنجليزية: Dixon Boardman)‏ هو منافس ألعاب قوى أمريكي، ولد في 26 مارس 1880، وتوفي في 15 أكتوبر 1954 في بيفرلي هيلز في الولايات المتحدة.

## وصلات خارجية
- ديكسون بوردمان على موقع أوليمبيديا (الإنجليزية)